# پرچم برمن
پرچم برمن در ۳ فوریه ۲۰۱۴ پذیرفته شد.